# جانينا إريزاري
جانينا إريزاري (بالإنجليزية: Janina Irizarry)‏ هي مغنية أمريكية، ولدت في 1983 في سان خيرمان في الولايات المتحدة.